# Gaziantep FK
Gaziantep Futbol Kulübü is een voetbalclub opgericht in 1988 te Gaziantep, Turkije. De voetbalclub speelt in het blauw-wit. De thuisbasis is het Gaziantepstadion.

Gaziantep ligt in Zuidoost-Anatolië.

## Geschiedenis
De club werd in 1988 opgericht als Sankospor. De club speelde vanaf 1993 in de 2. Lig. In het seizoen 1996-97 werd in deze divisie het kampioenschap behaald. Van 1999 tot 2016 speelde de club als Gaziantep Büyükşehir Belediyespor. Vanaf juni 2004 werd de club gesteund door de gemeente (Turks: belediye) Gaziantep. Elf maanden na de naamswijziging werd de ploeg kampioen van Iddaa Lig B groep C, waardoor ze promoveerde naar de Türkiye Futbol Federasyonu 1. Lig. Gaziantep Büyükşehir Belediyespor heeft nooit gevoetbald in de Süper Lig. Van 1993 tot 1997 was de club aanwezig in de 2. Lig (derde divisie) als Sankospor. Uiteindelijk, in 1997, promoveerde zij naar de 1. Lig en veranderde de naam in Gaziantep Büyükşehir Belediyespor. In het seizoen 2000-2001 degradeerde de club terug naar de 2. Lig. Daar bleef de club tot 2005, toen ze weer promoveerde naar de 1. Lig. In het seizoen 2010-2011 eindigde de club op een 3de plaats met 57 punten en mocht zo dus play-offs gaan spelen voor de Süper Lig. In de halve finales won de club uit met 2-1 tegen TKİ Tavşanlı Linyitspor. Het 0-1 thuisverlies in de terugwedstrijd was voldoende voor Gaziantep om de finale te spelen. In de finale moest Gaziantep zich met 0-1 gewonnen geven tegenover Orduspor. In hetzelfde seizoen wist de ploeg door te stoten tot de kwartfinale van de Turkse beker, waarin Beşiktaş JK over twee wedstrijden te sterk was. In het seizoen 2016/17 was de naam Büyükşehir Gaziantepspor  waarna de huidige naam werd aangenomen. In 2019 promoveerde de club naar de Süper Lig. Op 12 september werd de naam gewijzigd in Gaziantep Futbol Kulübü. 

### Aardbeving
In februari 2023 werd ook Gaziantep getroffen door een zware aardbeving. Naar aanleiding van de ramp maakte de clubleiding bekend zich terug te trekken uit de nationale competitie voor het seizoen 2022-23. De Turkse voetbalbond maakte bekend dat ze gehandhaafd zouden worden in de competitie voor het volgende seizoen.

### Gespeelde divisies
- Süper Lig: 2019-
- 1. Lig: 1997-01, 2005-2019
- 2. Lig: 1993-97, 2001-05

## Bekende (oud-)spelers
- Alanzinho
- Shola Ameobi
- Kemal Aslan
- Turgay Bahadır
- Bilal Başacıkoğlu
- Hazar Can
- Muhammed Demirci
- Ferdi Elmas
- Bekir İrtegün
- Ferhat Kaya
- Lazar Marković
- Rydell Poepon
- Ali Tandoğan
- Murat Yildirim